# گواتیکا
گواتیکا (انگلیسی: Guática) نام شهری در کشور کلمبیا است.